# Столбур
Сто́лбур — болезнь растений семейства паслёновых и некоторых других, вызываемая фитоплазмами группы желтухи астр (класс Mollicutes).
Поражает культурные растения семейства паслёновых (томаты, картофель, баклажаны, перец) и ряд сорных растений других семейств (вьюнок полевой, бодяк, цикорий, молочай и др.). Симптомы — общее угнетение, хлороз, измельчение листьев, деформация цветков. У томатов болезнь начинается с изменения окраски молодых побегов (они становятся розоватыми); затем листья скручиваются, у цветков зеленеют лепестки и подсыхают тычинки, плоды формируются уродливые, часто жёсткие, с белёсой мякотью, у молодых растений безвкусные. У картофеля образуются мелкие, мягкие, деформированные (часто веретеновидные) клубни, ростки при прорастании тонкие, нитевидные. У баклажана листья становятся фиолетово-красными, а стебли — утолщёнными и ломкими; листья деформируются, цветки засыхают и осыпаются, плоды формируются уродливыми.
Болезнь распространена в основном в южных районах, где поражает растения в открытом грунте; в теплицах проявляется повсеместно. Переносчиками фитоплазмы являются цикадки Hyalesthes obsoletus и других видов. Они зимуют на корнях сорных растений; интенсивно размножаются в жаркую сухую погоду и тогда наносят особый вред.
Меры борьбы — использование устойчивых сортов, уничтожение цикадок, заражённых сорняков и поражённых растений, обработка пестицидами, ранняя высадка рассады и загущённые посадки, своевременные поливы, мульчирование почвы.